# 花泉村
花泉村（はないずみむら）は岩手県西磐井郡にあった村。現在の一関市花泉町花泉にあたる。

## 地理
- 河川：金流川

## 歴史
- 1889年（明治22年）4月1日 - 町村制の施行により花泉村、奈良坂村の区域をもって発足。
- 1955年（昭和30年）1月1日 - 涌津村・永井村・油島村・老松村・日形村と合併して花泉町が発足。同日花泉村廃止。
- 2005年（平成17年）9月20日 - 花泉町が一関市および東磐井郡大東町・千厩町・東山町・室根村・川崎村と合併し、改めて一関市が発足。

## 行政
- 歴代村長

| 代 | 氏名           | 就任                       | 退任                       | 備考 |
| -- | -------------- | -------------------------- | -------------------------- | ---- |
| 1  | 武田用蔵       | 明治22年（1889年）8月12日  | 明治26年（1893年）6月30日  |      |
| 2  | 佐々木太左ェ門 | 明治26年（1893年）9月18日  | 明治30年（1897年）9月17日  |      |
| 3  | 木村兵三郎     | 明治30年（1897年）9月21日  | 明治34年（1901年）9月17日  |      |
| 4  | 佐々木太左ェ門 | 明治34年（1897年）9月21日  | 明治35年（1902年）12月15日 | 再任 |
| 5  | 今野幸右ェ門   | 明治36年（1903年）2月3日   | 明治36年（1903年）12月10日 |      |
| 6  | 熊谷経男       | 明治37年（1904年）2月18日  | 明治37年（1904年）8月3日   |      |
| 7  | 武田用蔵       | 明治37年（1904年）10月31日 | 明治42年（1909年）4月6日   | 再任 |
| 8  | 熊谷経男       | 明治42年（1909年）6月6日   | 明治42年（1909年）11月7日  | 再任 |
| 9  | 小野寺進       | 明治43年（1910年）5月3日   | 大正3年（1914年）5月2日    |      |
| 10 | 今野幸右ェ門   | 大正3年（1914年）8月11日   | 大正7年（1918年）8月10日   | 再任 |
| 11 | 阿部平太       | 大正8年（1919年）3月31日   | 大正12年（1923年）3月30日  |      |
| 12 | 今野幸右ェ門   | 大正12年（1923年）5月3日   | 大正14年（1925年）7月18日  | 三任 |
| 13 | 小野寺仙三郎   | 大正14年（1925年）10月20日 | 昭和6年（1931年）7月30日   |      |
| 14 | 大平弥六       | 昭和6年（1931年）7月31日   | 昭和6年（1931年）9月8日    |      |
| 15 | 阿部平蔵       | 昭和6年（1931年）9月9日    | 昭和10年（1935年）9月8日   |      |
| 16 | 高橋喜平       | 昭和10年（1935年）9月9日   | 昭和14年（1939年）11月13日 |      |
| 17 | 阿部平蔵       | 昭和14年（1939年）12月13日 | 昭和17年（1942年）4月28日  | 再任 |
| 18 | 佐々木盛轄     | 昭和16年（1941年）5月9日   | 昭和21年（1946年）11月30日 |      |
| 19 | 羽賀己代吉     | 昭和22年（1947年）3月24日  | 昭和22年（1947年）4月4日   |      |
| 20 | 小野寺兵       | 昭和22年（1947年）4月5日   | 昭和29年（1954年）12月31日 |      |

## 交通

### 鉄道路線
- 日本国有鉄道
  - 東北本線
    - 花泉駅

現在は旧村域内に清水原駅が所在するが、合併半年後の1955年7月1日の開業である。

### 道路
- 一関街道（現・国道342号）